# Bryony Botha
Bryony Botha, née le 4 novembre 1997 à Auckland est une coureuse cycliste néo-zélandaise, spécialiste des épreuves d'endurance sur piste et notamment de la poursuite par équipes.

## Biographie
À l'âge de douze ans, Bryony Botha a visité avec sa famille les sites des Jeux olympiques de 2004 à Athènes. Elle était intriguée et s'imaginait un jour courir sur la piste d'athlétisme. « Nous n'avions pas réalisé à l'époque que ce serait un type de piste différent », a-t-elle raconté plus tard. Au début, elle pratique le triathlon, mais ses performances en natation et en course à pied ne sont pas suffisantes, alors qu'elle rattrape tout le monde en cyclisme. Elle décide donc de se concentrer sur le cyclisme. Elle est entraînée par son père dans ses premières années de cyclisme. En tant que sportive, préférant les sports d'équipes, elle développe un goût particulier pour la poursuite par équipes. 
En 2014, elle remporte la médaille de bronze au mondiaux juniors (moins de 19 ans) en Corée du Sud à Gwangmyeong dans la poursuite par équipes. L'année suivante, elle décroche le titre avec le record du monde juniors aux côtés de Michaela Drummond, Madeleine Park et Holly White.
Avec Bryona Botha dans ses rangs, le quatuor féminin néo-zélandais a remporté plusieurs médailles aux compétitions internationales, telles que deux médailles d'or lors de manches de Coupe du monde. En 2018, elle remporte la médaille d'argent aux Jeux du Commonwealth. L'année suivante, elle obtient la médaillé de bronze de la poursuite par équipes aux mondiaux de Pruszków.
En mars 2022, elle devient championne de Nouvelle-Zélande de poursuite en réalisant 3 minutes et 19,818 secondes. Elle devient la troisième cycliste de l'histoire à descendre sous la barre des 3 minutes et 20 secondes.
Le 12 février 2025, elle profite des championnats d'Océanie sur piste pour améliorer le récent record du monde de la poursuite individuelle sur 4 000 mètres, en 4 min 30 s 752. Son temps est amélioré trois jours plus tard par la britannique Anna Morris lors des championnats d'Europe sur piste

## Palmarès sur piste

### Jeux olympiques
- Tokyo 2020
  - 8e de la poursuite par équipes
- Paris 2024
  -  Médaillée d'argent de la poursuite par équipes
  - 8e de la course à l'américaine

### Championnats du monde
| Édition / Épreuve              | Poursuite | Poursuite par équipes                                      |
| Gwangmyeong 2014 (juniors)     |           | Bronze                                                     |
| Astana 2015 (juniors)          |           | Or (avec Michaela Drummond, Madeleine Park et Holly White) |
| Apeldoorn 2018                 | 13e       | 6e                                                         |
| Pruszków 2019                  | 5e        | Bronze                                                     |
| Saint-Quentin-en-Yvelines 2022 | Argent    |                                                            |
| Glasgow 2023                   | Bronze    | Argent                                                     |
| Ballerup 2024                  | Bronze    |                                                            |

### Coupe du monde
- 2017-2018
  - 1re de la poursuite par équipes à Santiago (avec Kirstie James, Rushlee Buchanan et Racquel Sheath)
  - 2e de la poursuite par équipes à Milton
- 2018-2019
  - 1re de la poursuite par équipes à Cambridge (avec Racquel Sheath, Rushlee Buchanan, Kirstie James et Michaela Drummond)
  - 2e de la poursuite par équipes à Saint-Quentin-en-Yvelines
  - 3e de la poursuite par équipes à Milton
- 2019-2020
  - 1re de la poursuite par équipes à Cambridge (avec Rushlee Buchanan, Holly Edmondston, Kirstie James et Jaime Nielsen)
  - 2e de la poursuite par équipes à Brisbane

### Coupe des nations
- 2023
  - 1re de la poursuite par équipes à Jakarta
  - 2e de la poursuite par équipes au Caire
  - 3e de l'américaine au Caire
- 2024
  - 1re de la poursuite par équipes à Adélaïde
  - 1re de la poursuite par équipes à Hong Kong
  - 2e de l'américaine à Hong Kong
- 2025
  - 2e de la poursuite par équipes à Konya

### Jeux du Commonwealth
| Édition / Épreuve | Poursuite individuelle | Poursuite par équipes |
| Gold Coast 2018   |                        | Argent                |
| Birmingham 2022   | Or                     | Argent                |

### Championnats d'Océanie
| Édition / Épreuve | Poursuite individuelle | Poursuite par équipes                         | Course aux points | Scratch | Américaine | Omnium | Elimination |
| Melbourne 2016    |                        | Argent                                        |                   |         |            |        |             |
| Cambridge 2017    | Argent                 | Or (avec James, Buchanan, Sheath et Drummond) |                   | Or      |            |        |             |
| Brisbane 2022     | Or                     | Or                                            | Argent            |         | Or         | Argent |             |
| Brisbane 2023     | Or                     |                                               | Argent            |         | Or         |        | Argent      |
| Cambridge 2024    | Or                     | Or                                            |                   |         | Or         | Argent | Argent      |
| Brisbane 2025     | Or                     | Or                                            | Argent            |         | Or         | Argent | Argent      |

### Championnats nationaux
- 2014
  -  Championne de Nouvelle-Zélande de poursuite juniors
  -  Championne de Nouvelle-Zélande d'omnium juniors
  - 3e du 500 mètres juniors
- 2015
  - 2e de l'omnium  juniors
- 2016
  -  Championne de Nouvelle-Zélande de poursuite par équipes (avec Racquel Sheath, Madison Farrant et Philippa Sutton)
- 2017
  -  Championne de Nouvelle-Zélande de poursuite par équipes (avec Racquel Sheath, Rushlee Buchanan et Jaime Nielsen)
  - 3e de l'américaine
- 2019
  -  Championne de Nouvelle-Zélande de poursuite par équipes (avec Racquel Sheath, Rushlee Buchanan et Jessie Hodges)
- 2021
  -  Championne de Nouvelle-Zélande de poursuite
- 2022
  -  Championne de Nouvelle-Zélande de poursuite
  -  Championne de Nouvelle-Zélande de poursuite par équipes
  -  Championne de Nouvelle-Zélande de course aux points
  -  Championne de Nouvelle-Zélande de course à l'américaine (avec Michaela Drummond)
  -  Championne de Nouvelle-Zélande du scratch
  -  Championne de Nouvelle-Zélande de course par élimination
- 2024
  -  Championne de Nouvelle-Zélande de poursuite
  -  Championne de Nouvelle-Zélande de course par élimination
  -  Championne de Nouvelle-Zélande de course à l'américaine (avec Emily Shearman)
  - 2e de l'omnium

## Palmarès sur route
- 2015
  - 3e du championnat de Nouvelle-Zélande du contre-la-montre juniors